# NHKおかあさんといっしょ みんなでうたおう!! 最新ベスト30+カラオケ
『NHKおかあさんといっしょ みんなでうたおう!! 最新ベスト30+カラオケ』（エヌエイチケーおかあさんといっしょ みんなでうたおう!! さいしんベストさんじゅうプラスカラオケ）は、NHKの『おかあさんといっしょ』の、CD2枚組のコンピレーション・アルバム。1992年2月21日にポニーキャニオンから発売された。

## 概要
- NHK教育テレビの子供番組『おかあさんといっしょ』で放送された楽曲を30曲とそのカラオケを収録した、全60曲のCD2枚組のコンピレーション・アルバム。
- 歌は、発売当時現役だった、第7代目の歌のお兄さんの坂田おさむと、第16代目の歌のお姉さんの神崎ゆう子。

## 収録曲

### Disc 1
- 1.にゃあんたいそう
- 2.つくしのムック
- 3.おしゃれなやさい
- 4.モーモーフラダンス
- 5.レンコンさんがかぜひいた
- 6.パンダうさぎコアラ
- 7.ホ!ホ!ホ!
- 8.たぬきが…
- 9.ちょんまげマーチ
- 10.ひらひらひら
- 11.ほしぞらカーニバル
- 12.スキスキおとうさん
- 13.あつまれ!ファンファンファン
- 14.グーのえかきうた
- 15.スーのえかきうた
- 16.にゃあんたいそう（オリジナル・カラオケ）
- 17.つくしのムック（オリジナル・カラオケ）
- 18.おしゃれなやさい（オリジナル・カラオケ）
- 19.モーモーフラダンス（オリジナル・カラオケ）
- 20.レンコンさんがかぜひいた（オリジナル・カラオケ）
- 21.パンダうさぎコアラ（オリジナル・カラオケ）
- 22.ホ!ホ!ホ!（オリジナル・カラオケ）
- 23.たぬきが…（オリジナル・カラオケ）
- 24.ちょんまげマーチ（オリジナル・カラオケ）
- 25.ひらひらひら（オリジナル・カラオケ）
- 26.ほしぞらカーニバル（オリジナル・カラオケ）
- 27.スキスキおとうさん（オリジナル・カラオケ）
- 28.あつまれ!ファンファンファン（オリジナル・カラオケ）
- 29.グーのえかきうた（オリジナル・カラオケ）
- 30.スーのえかきうた（オリジナル・カラオケ）

### Disc 2
- 1.グーとスーのマーチ
- 2.ミルクはげんきタマゴもげんき
- 3.にじのいろとおほしさま
- 4.おおきなわがあれば
- 5.ぼくのシャンプー
- 6.ぞうさんのぼうし
- 7.手あそび かいかいかい
- 8.ぼくのミックスジュース
- 9.ゴミゴミオバケ
- 10.シンデレラのスープ
- 11.かあさんカラス
- 12.ブーツをはいたぞうさん
- 13.バナナのおやこ
- 14.ふたりはなかよし
- 15.ふたりでひとつ
- 16.グーとスーのマーチ（オリジナル・カラオケ）
- 17.ミルクはげんきタマゴもげんき（オリジナル・カラオケ）
- 18.にじのいろとおほしさま（オリジナル・カラオケ）
- 19.おおきなわがあれば（オリジナル・カラオケ）
- 20.ぼくのシャンプー（オリジナル・カラオケ）
- 21.ぞうさんのぼうし（オリジナル・カラオケ）
- 22.手あそび かいかいかい（オリジナル・カラオケ）
- 23.ぼくのミックスジュース（オリジナル・カラオケ）
- 24.ゴミゴミオバケ（オリジナル・カラオケ）
- 25.シンデレラのスープ（オリジナル・カラオケ）
- 26.かあさんカラス（オリジナル・カラオケ）
- 27.ブーツをはいたぞうさん（オリジナル・カラオケ）
- 28.バナナのおやこ（オリジナル・カラオケ）
- 29.ふたりはなかよし（オリジナル・カラオケ）
- 30.ふたりでひとつ（オリジナル・カラオケ）